# Argulus megalops
Argulus megalops är en kräftdjursart som beskrevs av Sidney Irving Smith 1873. Argulus megalops ingår i släktet Argulus och familjen karplöss.

## Underarter
Arten delas in i följande underarter:
- A. m. megalops
- A. m. spinosus